# Stadium Tour
Stadium Tour fue la octava gira de conciertos de la banda de metal industrial Rammstein. En la gira se promocionaron el material de su séptimo y octavo álbum de estudio, Rammstein (2019) y Zeit (2022).
Inició el 27 de mayo de 2019 en Alemania con una serie de 31 conciertos en Europa, el siguiente tramo de la gira se vio interrumpida por la pandemia de COVID-19 y aplazar sus fechas por 2 años. Fue completada por los siguientes 3 años desde el 2022 al 2024. Con un total de 135 shows entre Europa y Norteamérica; con una venta alrededor de más de 6,5 millones de ticketsla convierten en una de las más exitosas de su carrera, acumulando una recaudación aproximada de $563,046,342. Actualmente ocupa la 9° posición de las giras más recaudadoras de la historia, aún faltando por agregar lo recaudado en el 2024.

## Antecedentes
El 2 de noviembre de 2018, Rammstein anunció que volverían a salir de gira en estadios. Junto con eso, en los días siguientes se subieron algunos teasers a los canales de medios sociales de la banda que contenían fragmentos de estudio de la canción aún inédita "Ramm4", que la banda tocó en sus recientes giras de 2016-17.
Las entradas de preventa estuvieron disponibles a partir del 5 de noviembre de 2018 y se pusieron a disposición del público a partir del 7 de noviembre de 2018. La mayoría de las localidades se agotaron en pocos días. Y en los días siguientes, la banda añadió algunos otros espectáculos a los eventos con entradas agotadas, la mayoría al día siguiente. El 10 de abril de 2019, un número limitado de entradas estaban disponibles en algunos lugares debido al lanzamiento del nuevo sencillo, "Deutschland", de su séptimo álbum homónimo.
El 24 de junio de 2019, Rammstein añadió un teaser -incluyendo nombres de ciudades- en sus páginas de redes sociales que revelaba que continuarían su gira europea de estadios en 2020. El 26 de junio, la banda añadió otro teaser, esta vez revelando fechas y lugares de Europa, así como mencionando que una gira por Estados Unidos. La venta de entradas comenzó el 5 de julio. Para los shows planeados del 2020 no tendrían lugar debido al brote de coronavirus de 2019-20, los cuales fueron pospuestos preliminarmente al 2021 y luego nuevamente al 2022. 
El 12 de mayo de 2021, la banda anunció cuatro shows adicionales, además de posponer las fechas estadounidenses a 2022. En el último concierto en Ostende en Bélgica (2022), la banda anunció que harían una gira europea de estadios en 2023. Se anunciaron conciertos en Lituania, Finlandia, Dinamarca, Alemania, Eslovaquia, Suiza, España, Portugal, Italia, Países Bajos, Hungría, Francia, Austria, Polonia y Bélgica. Se vendieron más de un millón de entradas en las primeras horas tras la preventa. Las entradas para otros conciertos se agotaron en muy poco tiempo.

## Desarrollo
El setlist de la gira contó con presentaciones notables, con "Heirate mich" y "Rammstein" tocadas por primera vez en 18 y 14 años respectivamente. Además, canciones habituales como "Keine Lust" y "Feuer frei!" quedaron fuera de la lista por primera vez. El setlist de 2022 incluía las nuevas canciones del Zeit en lugar de "Was ich liebe", "Tattoo", "Sex", "Diamant" y "Ohne dich" respectivamente, además de terminar con "Adieu" en lugar de "Ich will".
En 2023, la gira vio nuevos cambios en el setlist, con "Armee der Tristen" y "Zick Zack" dando paso a "Rammlied" como apertura, y "Bestrafe mich" como tercera canción. "Rammlied" llevaba 12 años sin tocarse en directo, la última vez que se interpretó fue el 31 de mayo de 2011 en Monterrey, México, en el último concierto de la gira "Liebe Ist Für Alle Da/LIFAD Tour". Y "Bestrafe mich" no había sido tocada desde hace 22 años, regresando desde el 10 de febrero de 2001, cuando fue interpretada por última vez en Tokio, Japón, en el último show del "Sehnsucht Tour". Otras canciones que aparecieron en el setlist fueron los estrenos de "Giftig" y "Angst", en sustitución de "Zeig dich" y "Heirate mich" respectivamente, y la adición de "Ohne dich" junto al Dúo Abélard antes de "Engel".
El 7 de junio, se produjo un cambio en la lista de canciones: "Ohne dich" ocupó el lugar de "Pussy" y se interpretó en su versión normal, en el escenario principal, sin el apoyo del Dúo Abélard. Este cambio se produjo a raíz de las acusaciones de abuso sexual contra Till Lindemann.

## Escenario
La banda suele actuar en un escenario de dos pisos, con el vocalista en la parte inferior, entre los dos guitarristas, y el bajista, el batería y el teclista en la parte superior (de izquierda a derecha, respectivamente). Detrás de la banda hay una torre, equipada con luces, una pantalla, una plataforma en la que entra la banda en el cierre que se eleva detrás de esta pantalla y en la parte superior también hay lanzallamas o explosivos, que dependiendo de la canción se utilizan. A los lados del escenario también hay plataformas elevadas tras unas pasarelas, también equipadas con luces o lanzallamas. En medio del público, hay otro escenario al que la banda accede desplazándose por un pasillo entre las pasarelas, pasando por en medio del público. A este escenario sólo se accede para la interpretación de la versión para piano de "Engel" y, dependiendo de la fecha, el Dúo Jatekok o el Dúo Abélard actúan junto con la banda tocando los pianos. Tras la interpretación de "Engel", la banda regresa al escenario principal en balsas, que el público lleva a la parte delantera del escenario, donde comienza la introducción de "Ausländer". En medio del público también hay dos torres equipadas con lanzallamas y humo negro.

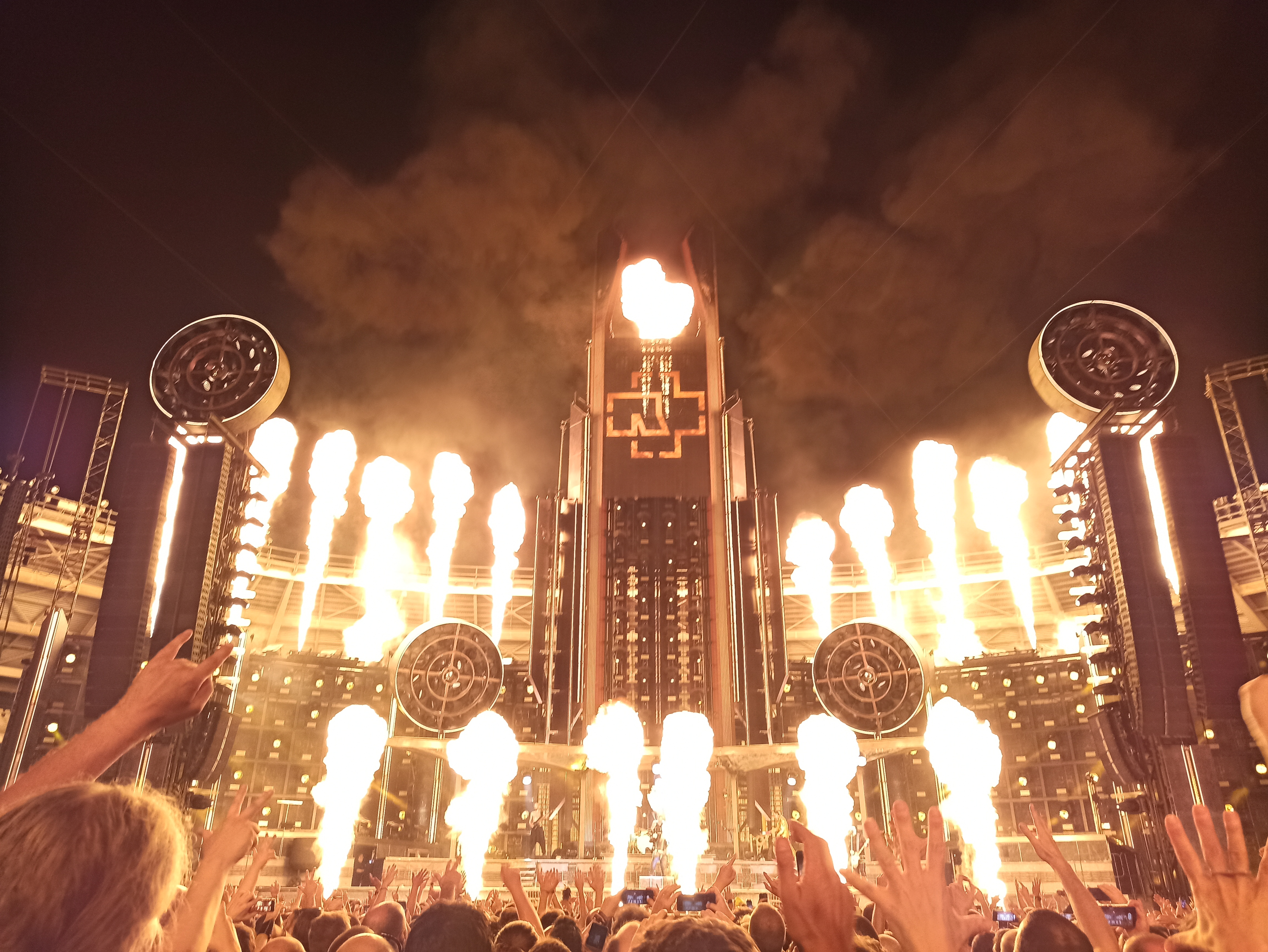
Visión frontal del escenario principal en Turín en el 2022.

Antes de la interpretación de "Deutschland", se presenta la versión remezclada por Richard Z. Kruspe, en la que RZK sube a la plataforma elevada vestido con un abrigo con plumón blanco. El resto de la banda, a excepción de Till Lindemann, van vestidos con chaquetas negras con luces led alrededor de la cabeza y en los brazos, el torso y las piernas, dando la impresión de que son figuras de palo mientras bailan la versión remezclada de la canción. Después suena Deutschland en su versión normal.
A principios de 2020, se pudo ver el escenario de la banda en Google Maps en la zona de Berlín, en el aparcamiento de Black Box Music, la empresa que se encarga de la logística, la estructura y la iluminación de la banda. El escenario se montó allí a modo de prueba.
La banda contó con un equipo de 265 personas, así como 90 camiones que transportaron más de 1.350 toneladas de equipo para montar el espectáculo solo en Europa El técnico pirotécnico de la banda, Nikolai Sabottka, dijo en una entrevista que se utilizan alrededor de 1.000 litros de combustible para los efectos pirotécnicos en los espectáculos. La banda publicó un vídeo time-lapse que muestra el montaje del escenario. Dicho escenario se montó en Berlín.
En 2022, uno de los conciertos en Alemania quedó registrado en un sismógrafo Los residentes de la zona de Coventry pudieron oír el concierto a 16 kilómetros de distancia. En Montreal, algunos residentes se quejaron del fuerte sonido procedente del Parc Jean-Drapeau.

## Fechas
| Día                      | Ciudad                   | País                     | Lugar                         | Tickets                      | Ingresos                 |
| Europa Stadium Tour 2019 | Europa Stadium Tour 2019 | Europa Stadium Tour 2019 | Europa Stadium Tour 2019      | Europa Stadium Tour 2019     | Europa Stadium Tour 2019 |
| ------------------------ | ------------------------ | ------------------------ | ----------------------------- | ---------------------------- | ------------------------ |
| 23 de mayo de 2019       | Gelsenkirchen            | Alemania                 | Veltins-Arena                 | —                            | —                        |
| 24 de mayo de 2019       | Gelsenkirchen            | Alemania                 | Veltins-Arena                 | —                            | —                        |
| 26 de mayo de 2019       | Gelsenkirchen            | Alemania                 | Veltins-Arena                 | —                            | —                        |
| 27 de mayo de 2019       | Gelsenkirchen            | Alemania                 | Veltins-Arena                 | 104,816 / 104,816            | $11,606,919              |
| 28 de mayo de 2019       | Gelsenkirchen            | Alemania                 | Veltins-Arena                 | 104,816 / 104,816            | $11,606,919              |
| 1 de junio de 2019       | Barcelona                | España                   | RCDE Stadium                  | 33,825 / 33,825              | $3,211,067               |
| 5 de junio de 2019       | Berna                    | Suiza                    | Stadion Wankdorf              | 41,324 / 41,324              | $3,761,075               |
| 8 de junio de 2019       | Múnich                   | Alemania                 | Estadio Olímpico de Múnich    | 121,250 / 121,250            | $13,607,156              |
| 9 de junio de 2019       | Múnich                   | Alemania                 | Estadio Olímpico de Múnich    | 121,250 / 121,250            | $13,607,156              |
| 12 de junio de 2019      | Dresde                   | Alemania                 | Stadion Dresden               | 49,133 / 49,133              | $5,491,968               |
| 13 de junio de 2019      | Dresde                   | Alemania                 | Stadion Dresden               | 49,133 / 49,133              | $5,491,968               |
| 16 de junio de 2019      | Rostock                  | Alemania                 | DKB-Arena                     | 30,660 / 30,660              | $3,405,101               |
| 19 de junio de 2019      | Copenhague               | Dinamarca                | Parken Stadion                | 44,396 / 44,396              | $4,774,338               |
| 22 de junio de 2019      | Berlín                   | Alemania                 | Estadio Olímpico de Berlín    | 72,367 / 72,367              | $7,823,126               |
| 25 de junio de 2019      | Róterdam                 | Países bajos             | Stadion Feijenoord            | 44,782 / 44,782              | $3,548,054               |
| 28 de junio de 2019      | Nanterre                 | Francia                  | Paris La Défense Arena        | 73,223 / 73,223              | $6,660,269               |
| 29 de junio de 2019      | Nanterre                 | Francia                  | Paris La Défense Arena        | 73,223 / 73,223              | $6,660,269               |
| 2 de julio de 2019       | Hannover                 | Alemania                 | HDI-Arena                     | 44,224 / 44,224              | $4,944,729               |
| 6 de julio de 2019       | Milton Keynes            | Inglaterra               | Stadium MK                    | 31,721 / 31,721              | $3,499,117               |
| 10 de julio de 2019      | Bruselas                 | Bélgica                  | Estadio Rey Balduino          | 43,204 / 43,204              | $3,934,182               |
| 13 de julio de 2019      | Frankfurt                | Alemania                 | Deutsche Bank Park            | 40,976 / 40,976              | $4,613,467               |
| 16 de julio de 2019      | Praga                    | República Checa          | Fortuna Arena                 | 62,446 / 64,946              | $5,334,997               |
| 17 de julio de 2019      | Praga                    | República Checa          | Fortuna Arena                 | 62,446 / 64,946              | $5,334,997               |
| 20 de julio de 2019      | Roeser                   | Luxemburgo               | Roeser Festival Grounds       | 18,000 / 18,000              | $1,615,455               |
| 24 de julio de 2019      | Chorzów                  | Polonia                  | Estadio de Silesia            | 53,309 / 53,309              | $5,083,822               |
| 29 de julio de 2019      | Moscú                    | Rusia                    | Estadio Olímpico Luzhnikí     | 60,626 / 60,626              | $6,691,854               |
| 2 de agosto de 2019      | San Petersburgo          | Rusia                    | Estadio Krestovski            | 55,411 / 55,411              | $6,150,852               |
| 6 de agosto de 2019      | Riga                     | Letonia                  | Lucavsala                     | 40,000 / 40,000              | $3,584,751               |
| 9 de agosto de 2019      | Tampere                  | Finlandia                | Estadio Tampere               | 61,801 / 61,801              | $6,376,021               |
| 10 de agosto de 2019     | Tampere                  | Finlandia                | Estadio Tampere               | 61,801 / 61,801              | $6,376,021               |
| 14 de agosto de 2019     | Estocolmo                | Suecia                   | Estadio Olímpico de Estocolmo | 31,432 / 31,432              | $2,658,411               |
| 18 de agosto de 2019     | Oslo                     | Noruega                  | Ullevaal Stadion              | 30,250 / 30,250              | $2,728,104               |
| 22 de agosto de 2019     | Viena                    | Austria                  | Estadio Ernst Happel          | 104,000 / 104,000            | $10,154,465              |
| 23 de agosto de 2019     | Viena                    | Austria                  | Estadio Ernst Happel          | 104,000 / 104,000            | $10,154,465              |
| Total                    | Total                    | Total                    | Total                         | 1,293,176 / 1,293,176 (100%) | $131,259,300             |

| Día                            | Ciudad                   | País                     | Lugar                                           | Tickets                      | Ingresos                 |
| Europa Stadium Tour 2022       | Europa Stadium Tour 2022 | Europa Stadium Tour 2022 | Europa Stadium Tour 2022                        | Europa Stadium Tour 2022     | Europa Stadium Tour 2022 |
| ------------------------------ | ------------------------ | ------------------------ | ----------------------------------------------- | ---------------------------- | ------------------------ |
| 11 de mayo de 2022             | Praga                    | República Checa          | Aeropuerto de Letňany                           | —                            | —                        |
| 13 de mayo de 2022             | Praga                    | República Checa          | Aeropuerto de Letňany                           | —                            | —                        |
| 15 de mayo de 2022             | Praga                    | República Checa          | Aeropuerto de Letňany                           | 116,013 / 119,996            | $8,289,861               |
| 16 de mayo de 2022             | Praga                    | República Checa          | Aeropuerto de Letňany                           | 116,013 / 119,996            | $8,289,861               |
| 20 de mayo de 2022             | Leipzig                  | Alemania                 | Red Bull Arena (Leipzig)                        | 92,442 / 92,442              | $10,111,598              |
| 21 de mayo de 2022             | Leipzig                  | Alemania                 | Red Bull Arena (Leipzig)                        | 92,442 / 92,442              | $10,111,598              |
| 25 de mayo de 2022             | Klagenfurt               | Austria                  | Wörthersee Stadion                              | 67,366 / 69,428              | $6,272,580               |
| 26 de mayo de 2022             | Klagenfurt               | Austria                  | Wörthersee Stadion                              | 67,366 / 69,428              | $6,272,580               |
| 30 de mayo de 2022             | Zúrich                   | Suiza                    | Letzigrund                                      | 93,061 / 93,061              | $13,813,525              |
| 31 de mayo de 2022             | Zúrich                   | Suiza                    | Letzigrund                                      | 93,061 / 93,061              | $13,813,525              |
| 4 de junio de 2022             | Berlín                   | Alemania                 | Estadio Olímpico de Berlín                      | 142,462 / 142,462            | $16,886,656              |
| 5 de junio de 2022             | Berlín                   | Alemania                 | Estadio Olímpico de Berlín                      | 142,462 / 142,462            | $16,886,656              |
| 10 de junio de 2022            | Stuttgart                | Alemania                 | Cannstatter Wasen                               | 99,683 / 99,683              | $11,260,301              |
| 11 de junio de 2022            | Stuttgart                | Alemania                 | Cannstatter Wasen                               | 99,683 / 99,683              | $11,260,301              |
| 14 de junio de 2022            | Hamburgo                 | Alemania                 | Volksparkstadion                                | 86,908 / 86,908              | $10,027,033              |
| 15 de junio de 2022            | Hamburgo                 | Alemania                 | Volksparkstadion                                | 86,908 / 86,908              | $10,027,033              |
| 18 de junio de 2022            | Düsseldorf               | Alemania                 | Merkur Spiel-Arena                              | 90,772 / 90,772              | $10,338,393              |
| 19 de junio de 2022            | Düsseldorf               | Alemania                 | Merkur Spiel-Arena                              | 90,772 / 90,772              | $10,338,393              |
| 22 de junio de 2022            | Aarhus                   | Dinamarca                | Ceres Park & Arena                              | 38,883 / 38,883              | $4,407,217               |
| 26 de junio de 2022            | Coventry                 | Inglaterra               | Coventry Building Society Arena                 | 34,366 / 34,999              | $3,184,549               |
| 30 de junio de 2022            | Cardiff                  | Gales                    | Millennium Stadium                              | 53,993 / 60,005              | $4,957,133               |
| 4 de julio de 2022             | Nimega                   | Países bajos             | Goffertpark                                     | 129,290 / 129,290            | $11,060,290              |
| 5 de julio de 2022             | Nimega                   | Países bajos             | Goffertpark                                     | 129,290 / 129,290            | $11,060,290              |
| 8 de julio de 2022             | Décines-Charpieu         | Francia                  | Parc Olympique Lyonnais                         | 97,762 / 99,503              | $8,423,239               |
| 9 de julio de 2022             | Décines-Charpieu         | Francia                  | Parc Olympique Lyonnais                         | 97,762 / 99,503              | $8,423,239               |
| 12 de julio de 2022            | Turín                    | Italia                   | Estadio Olímpico de Turín                       | 36,373 / 36,373              | $3,220,945               |
| 16 de julio de 2022            | Varsovia                 | Polonia                  | Estadio Nacional de Varsovia                    | 52,669 / 52,669              | $4,303,567               |
| 20 de julio de 2022            | Tallin                   | Estonia                  | Auditorio del Festival de la Canción de Estonia | 60,021 / 60,021              | $4,084,395               |
| 24 de julio de 2022            | Oslo                     | Noruega                  | Bjerke Travbane                                 | 60,000 / 60,000              | $6,096,542               |
| 28 de julio de 2022            | Gotemburgo               | Suecia                   | Estadio Ullevi                                  | 161,702 / 188,815            | $18,883,126              |
| 29 de julio de 2022            | Gotemburgo               | Suecia                   | Estadio Ullevi                                  | 161,702 / 188,815            | $18,883,126              |
| 30 de julio de 2022            | Gotemburgo               | Suecia                   | Estadio Ullevi                                  | 161,702 / 188,815            | $18,883,126              |
| 3 de agosto de 2022            | Ostende                  | Bélgica                  | Park De Nieuwe Koers                            | 93,676 / 93,676              | $7,971,868               |
| 4 de agosto de 2022            | Ostende                  | Bélgica                  | Park De Nieuwe Koers                            | 93,676 / 93,676              | $7,971,868               |
| Norteamérica Stadium Tour 2022 |                          |                          |                                                 |                              |                          |
| 21 de agosto de 2022           | Montreal                 | Canadá                   | Parque Jean-Drapeau                             | 42,242 / 50,000              | $3,698,509               |
| 27 de agosto de 2022           | Mineápolis               | Estados Unidos           | U.S. Bank Stadium                               | 36,078 / 36,385              | $6,909,298               |
| 31 de agosto de 2022           | Filadelfia               | Estados Unidos           | Lincoln Financial Field                         | 51,115 / 51,115              | $9,789,034               |
| 3 de septiembre de 2022        | Chicago                  | Estados Unidos           | Soldier Field                                   | 47,263 / 48,000              | $9,051,337               |
| 6 de septiembre de 2022        | East Rutherford          | Estados Unidos           | MetLife Stadium                                 | 49,287 / 49,287              | $9,438,953               |
| 9 de septiembre de 2022        | Foxborough               | Estados Unidos           | Gillette Stadium                                | 36,230 / 36,230              | $6,938,408               |
| 17 de septiembre de 2022       | San Antonio              | Estados Unidos           | Alamodome                                       | 38,490 / 41,387              | $7,371,221               |
| 23 de septiembre de 2022       | Los Ángeles              | Estados Unidos           | Los Angeles Memorial Coliseum                   | 69,026 / 70,000              | $13,219,171              |
| 24 de septiembre de 2022       | Los Ángeles              | Estados Unidos           | Los Angeles Memorial Coliseum                   | 69,026 / 70,000              | $13,219,171              |
| 1 de octubre de 2022           | Ciudad de México         | México                   | Foro Sol, Estadio GNP Seguros                   | 193,990 / 193,990            | $12,465,446              |
| 2 de octubre de 2022           | Ciudad de México         | México                   | Foro Sol, Estadio GNP Seguros                   | 193,990 / 193,990            | $12,465,446              |
| 4 de octubre de 2022           | Ciudad de México         | México                   | Foro Sol, Estadio GNP Seguros                   | 193,990 / 193,990            | $12,465,446              |
| Total                          | Total                    | Total                    | Total                                           | 2,132,773 / 2,132,773 (100%) | $242,474,195             |

| Día                      | Ciudad                   | País                     | Lugar                        | Tickets                      | Ingresos                 |
| Europa Stadium Tour 2023 | Europa Stadium Tour 2023 | Europa Stadium Tour 2023 | Europa Stadium Tour 2023     | Europa Stadium Tour 2023     | Europa Stadium Tour 2023 |
| ------------------------ | ------------------------ | ------------------------ | ---------------------------- | ---------------------------- | ------------------------ |
| 20 de mayo de 2023       | Vilna                    | Lituania                 | Parque de Vingis             | –                            | –                        |
| 22 de mayo de 2023       | Vilna                    | Lituania                 | Parque de Vingis             | 33,290 / 33,290              | $3,690,821               |
| 27 de mayo de 2023       | Helsinki                 | Finlandia                | Estadio Olímpico de Helsinki | 79,349 / 79,349              | $10,417,212              |
| 28 de mayo de 2023       | Helsinki                 | Finlandia                | Estadio Olímpico de Helsinki | 79,349 / 79,349              | $10,417,212              |
| 2 de junio de 2023       | Odense                   | Dinamarca                | Dyrskueplads                 | 86,277 / 86,277              | $11,115,491              |
| 3 de junio de 2023       | Odense                   | Dinamarca                | Dyrskueplads                 | 86,277 / 86,277              | $11,115,491              |
| 7 de junio de 2023       | Múnich                   | Alemania                 | Estadio Olímpico de Múnich   | 266,551 / 266,551            | $32,048,857              |
| 8 de junio de 2023       | Múnich                   | Alemania                 | Estadio Olímpico de Múnich   | 266,551 / 266,551            | $32,048,857              |
| 10 de junio de 2023      | Múnich                   | Alemania                 | Estadio Olímpico de Múnich   | 266,551 / 266,551            | $32,048,857              |
| 11 de junio de 2023      | Múnich                   | Alemania                 | Estadio Olímpico de Múnich   | 266,551 / 266,551            | $32,048,857              |
| 14 de junio de 2023      | Trenčín                  | Eslovaquia               | El aeródromo de Trenčín      | 58,922 / 58,922              | $5,630,835               |
| 17 de junio de 2023      | Berna                    | Suiza                    | Stadion Wankdorf             | 74,443 / 74,443              | $13,439,726              |
| 18 de junio de 2023      | Berna                    | Suiza                    | Stadion Wankdorf             | 74,443 / 74,443              | $13,439,726              |
| 23 de junio de 2023      | Madrid                   | España                   | Estadio Metropolitano        | 49,210 / 49,210              | $5,172,111               |
| 26 de junio de 2023      | Lisboa                   | Portugal                 | Estádio da Luz               | 56,300 / 56,300              | $5,901,383               |
| 1 de julio de 2023       | Padua                    | Italia                   | Estadio Euganeo              | 40,201 / 40,201              | $4,958,963               |
| 6 de julio de 2023       | Groninga                 | Países bajos             | Parque de la Ciudad          | 108,095 / 141,615            | $11,755,869              |
| 7 de julio de 2023       | Groninga                 | Países bajos             | Parque de la Ciudad          | 108,095 / 141,615            | $11,755,869              |
| 11 de julio de 2023      | Budapest                 | Hungría                  | Puskás Aréna                 | 96,971 / 98,158              | $9,127,355               |
| 12 de julio de 2023      | Budapest                 | Hungría                  | Puskás Aréna                 | 96,971 / 98,158              | $9,127,355               |
| 15 de julio de 2023      | Berlín                   | Alemania                 | Estadio Olímpico de Berlín   | 215,973 / 215,973            | $26,188,705              |
| 16 de julio de 2023      | Berlín                   | Alemania                 | Estadio Olímpico de Berlín   | 215,973 / 215,973            | $26,188,705              |
| 18 de julio de 2023      | Berlín                   | Alemania                 | Estadio Olímpico de Berlín   | 215,973 / 215,973            | $26,188,705              |
| 22 de julio de 2023      | Saint-Denis              | Francia                  | Estadio de Francia           | 68,122 / 68,122              | $7,235,690               |
| 26 de julio de 2023      | Viena                    | Austria                  | Ernst-Happel-Stadion         | 109,264 / 109,264            | $15,040,020              |
| 27 de julio de 2023      | Viena                    | Austria                  | Ernst-Happel-Stadion         | 109,264 / 109,264            | $15,040,020              |
| 30 de julio de 2023      | Chorzów                  | Polonia                  | Stadion Śląski               | 117,982 / 119,839            | $12,890,440              |
| 31 de julio de 2023      | Chorzów                  | Polonia                  | Stadion Śląski               | 117,982 / 119,839            | $12,890,440              |
| 3 de agosto de 2023      | Bruselas                 | Bélgica                  | Estadio Rey Balduino         | 138,230 / 138,230            | $14,699,369              |
| 4 de agosto de 2023      | Bruselas                 | Bélgica                  | Estadio Rey Balduino         | 138,230 / 138,230            | $14,699,369              |
| 5 de agosto de 2023      | Bruselas                 | Bélgica                  | Estadio Rey Balduino         | 138,230 / 138,230            | $14,699,369              |
| Total                    | Total                    | Total                    | Total                        | 1,599,180 / 1,599,180 (100%) | $189,312,847             |

| Día                      | Ciudad                   | País                     | Lugar                           | Tickets                        | Ingresos                 |
| Europa Stadium Tour 2024 | Europa Stadium Tour 2024 | Europa Stadium Tour 2024 | Europa Stadium Tour 2024        | Europa Stadium Tour 2024       | Europa Stadium Tour 2024 |
| ------------------------ | ------------------------ | ------------------------ | ------------------------------- | ------------------------------ | ------------------------ |
| 9 de mayo de 2024        | Praga                    | República Checa          | Aeropuerto de Letňany           | -                              | -                        |
| 11 de mayo de 2024       | Praga                    | República Checa          | Aeropuerto de Letňany           | 95,000 / 100,000               | $11,291,700              |
| 12 de mayo de 2024       | Praga                    | República Checa          | Aeropuerto de Letňany           | 95,000 / 100,000               | $11,291,700              |
| 15 de mayo de 2024       | Dresden                  | Alemania                 | Rinne                           | 240,000 / 240,000              | $34,519,200              |
| 16 de mayo de 2024       | Dresden                  | Alemania                 | Rinne                           | 240,000 / 240,000              | $34,519,200              |
| 18 de mayo de 2024       | Dresden                  | Alemania                 | Rinne                           | 240,000 / 240,000              | $34,519,200              |
| 19 de mayo de 2024       | Dresden                  | Alemania                 | Rinne                           | 240,000 / 240,000              | $34,519,200              |
| 24 de mayo de 2024       | Belgrado                 | Serbia                   | Ušće Park                       | 152,000 / 160,000              | $15,464,480              |
| 25 de mayo de 2024       | Belgrado                 | Serbia                   | Ušće Park                       | 152,000 / 160,000              | $15,464,480              |
| 30 de mayo de 2024       | Atenas                   | Grecia                   | Estadio Olímpico de Atenas      | 73,000 / 75,000                | $8,758,540               |
| 5 de junio de 2024       | San Sebastián            | España                   | Estadio de Anoeta               | 37,000 / 50,000                | $6,981,530               |
| 8 de junio de 2024       | Marsella                 | Francia                  | Stade Vélodrome                 | 50,000 / 60,000                | $6,230,500               |
| 11 de junio de 2024      | Barcelona                | España                   | Estadio Olímpico Lluís Companys | 52,000 / 60,000                | $11,371,880              |
| 15 de junio de 2024      | Lyon                     | Francia                  | Groupama Stadium                | 52,000 / 56,000                | $6,479,720               |
| 18 de junio de 2024      | Nimega                   | Países bajos             | GoffertPark                     | 94,500 / 100,000               | $12,075,210              |
| 19 de junio de 2024      | Nimega                   | Países bajos             | GoffertPark                     | 94,500 / 100,000               | $12,075,210              |
| 23 de junio de 2024      | Dublín                   | Irlanda                  | RDS Arena                       | 38,000 / 38,000                | $5,071,860               |
| 27 de junio de 2024      | Ostende                  | Bélgica                  | Park De Nieuwe Koers            | 90,000 / 96,000                | $12,024,900              |
| 28 de junio de 2024      | Ostende                  | Bélgica                  | Park De Nieuwe Koers            | 90,000 / 96,000                | $12,024,900              |
| 5 de julio de 2024       | Copenhague               | Dinamarca                | Valbyparken                     | 50,000 / 50,000                | $7,433,500               |
| 11 de julio de 2024      | Frankfurt                | Alemania                 | Deutsche Bank Park              | 119,731 / 132,000              | $16,077,478              |
| 12 de julio de 2024      | Frankfurt                | Alemania                 | Deutsche Bank Park              | 119,731 / 132,000              | $16,077,478              |
| 13 de julio de 2024      | Frankfurt                | Alemania                 | Deutsche Bank Park              | 119,731 / 132,000              | $16,077,478              |
| 17 de julio de 2024      | Klagenfurt               | Austria                  | Klagenfurt                      | 68,000 / 70,000                | $9,059,640               |
| 18 de julio de 2024      | Klagenfurt               | Austria                  | Klagenfurt                      | 68,000 / 70,000                | $9,059,640               |
| 21 de julio de 2024      | Reggio Emilia            | Italia                   | RCF Arena                       | 55,000 / 100,000               | $7,588,350               |
| 26 de julio de 2024      | Gelsenkirchen            | Alemania                 | Veltins-Arena                   | 250,000 / 310,000              | $52,037,500              |
| 27 de julio de 2024      | Gelsenkirchen            | Alemania                 | Veltins-Arena                   | 250,000 / 310,000              | $52,037,500              |
| 29 de julio de 2024      | Gelsenkirchen            | Alemania                 | Veltins-Arena                   | 250,000 / 310,000              | $52,037,500              |
| 30 de julio de 2024      | Gelsenkirchen            | Alemania                 | Veltins-Arena                   | 250,000 / 310,000              | $52,037,500              |
| 31 de julio de 2024      | Gelsenkirchen            | Alemania                 | Veltins-Arena                   | 250,000 / 310,000              | $52,037,500              |
| Total                    | Total                    | Total                    | Total                           | 1,516,231 / 1,697,000 (89.35%) | $222,465,988             |